# L'Ordre des gardiens
Pour plus de détails, voir Fiche technique et Distribution.
L'Ordre des gardiens (The Hunters) est un téléfilm américain produit et réalisé par Nisha Ganatra et diffusé le 25 octobre 2013 sur Hallmark Channel.

## Synopsis
Une famille d'archéologues est à la recherche d'artéfacts issus de contes et légendes, et cachés à travers le monde. Après avoir disparu lors d'une mission, leurs enfants aidés d'une jeune fille issue d'une famille de chercheurs elle aussi, vont devoir rechercher les fragments manquant pour reconstituer le miroir de Blanche-Neige avant ceux qui en le possédant pourrait détruire le monde.

## Fiche Technique
- Titre original : The Hunters
- Réalisation : Nisha Ganatra
- Scénario : Matthew Huffman et Jeff Schechter
- Producteurs : Jim Bechtold, Heather Puttock, et Brian Wells (II)
- Directeur Photographie : C. Kim Miles
- Musique : Lisa Robison
- Compositeur : Brent Belke
- Genre : Aventure
- Pays :  États-Unis
- Durée : 80 minutes
- Date de sortie du DVD : 21 mai 2014

## Distribution
- Robbie Amell (VF : Alexandre Coadour) : Paxton Flynn
- Alexa Vega (VF : Nayéli Forest) : Dylan Savini
- Victor Garber (VF : Patrick Noérie) : Mason Fuller
- Michelle Forbes (VF : Claudine Grémy) : Jordyn Flynn
- Dan Payne (VF : Constantin Pappas) : Carter Flynn
- Alex Zahara (VF : Marc Bretonnière) : Docteur Kramer
- Keenan Tracey (VF : Vincent de Boüard) : Tripp Flynn
- Eric Breker (VF : Charles Borg) : Waters
- Kira Clavell (de) : Mai
- Mark Ghanimé : Conservateur du Musée
- Dean McKenzie : Capitaine Skooner
- Darryl Quon : Lahtasi

Version française sur RS Doublage et le carton de doublage Wantake